# قلعة دوينو

قلعة دوينو

قلعة دوينو ((بالإيطالية: Castello di Duino)‏, (بالألمانية: Schloss Duino)‏, (بالسلوفينية: Grad Devin)‏، هو حصن بني في القرن الرابع عشر، وتقع في دوينو (بلدية دوينو أوريسينا)، ترييستي، إيطاليا، على المنحدرات المطلة على خليج ترييستي.
بدأ البناء في 1389، بأمر من أسرة والاسي. على أنقاض القلعة القديمة التي بنيت في القرن الحادي عشر من قبل البطريرك أكويليا. في القرن التاسع عشر، أصبحت واحدة من مسكنين للأمير ألكسندر فون ثورن وزوجته الأميرة ماري.

## التاريخ

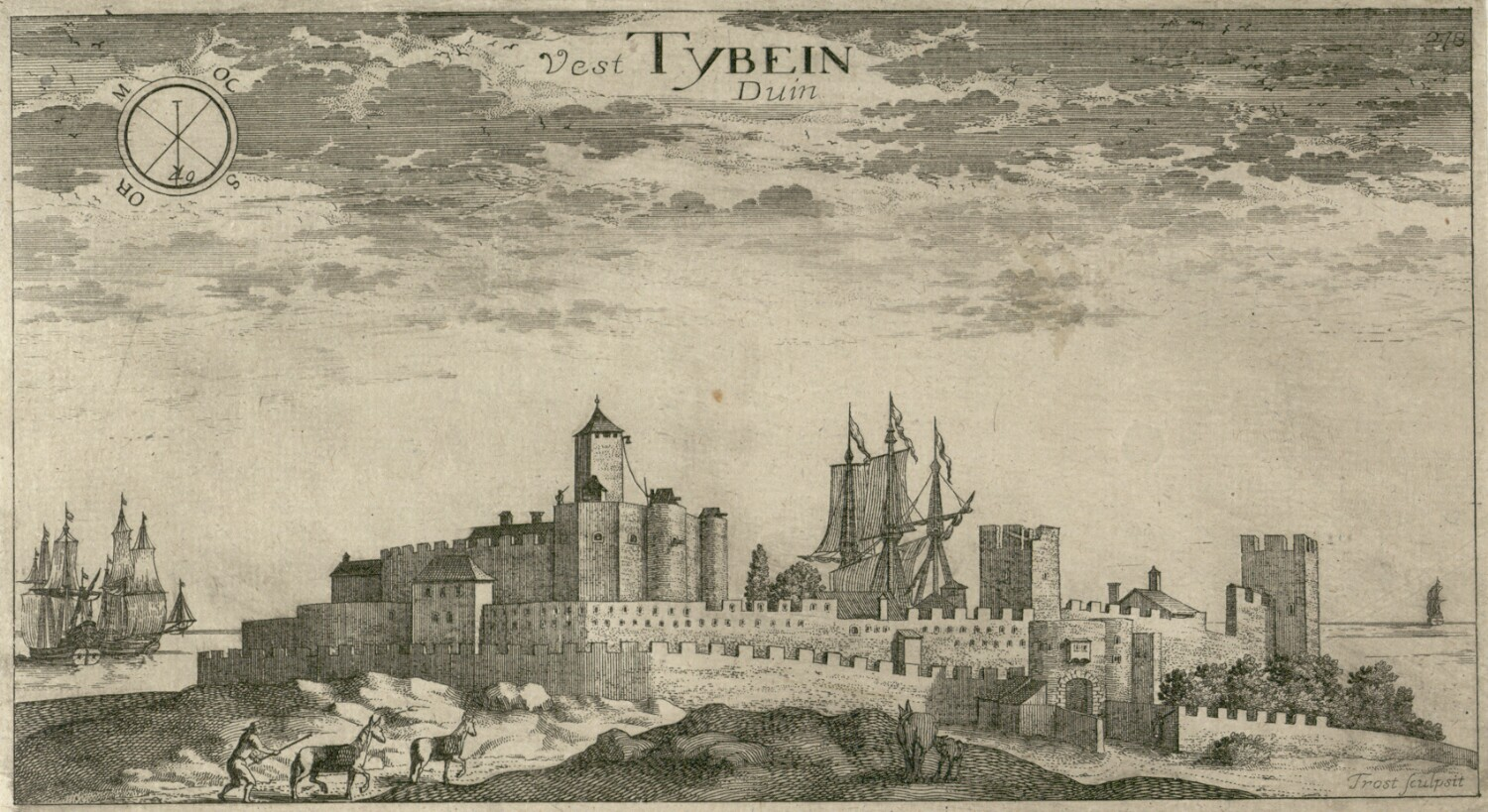
قلعة دوينو على نقش من 1679.

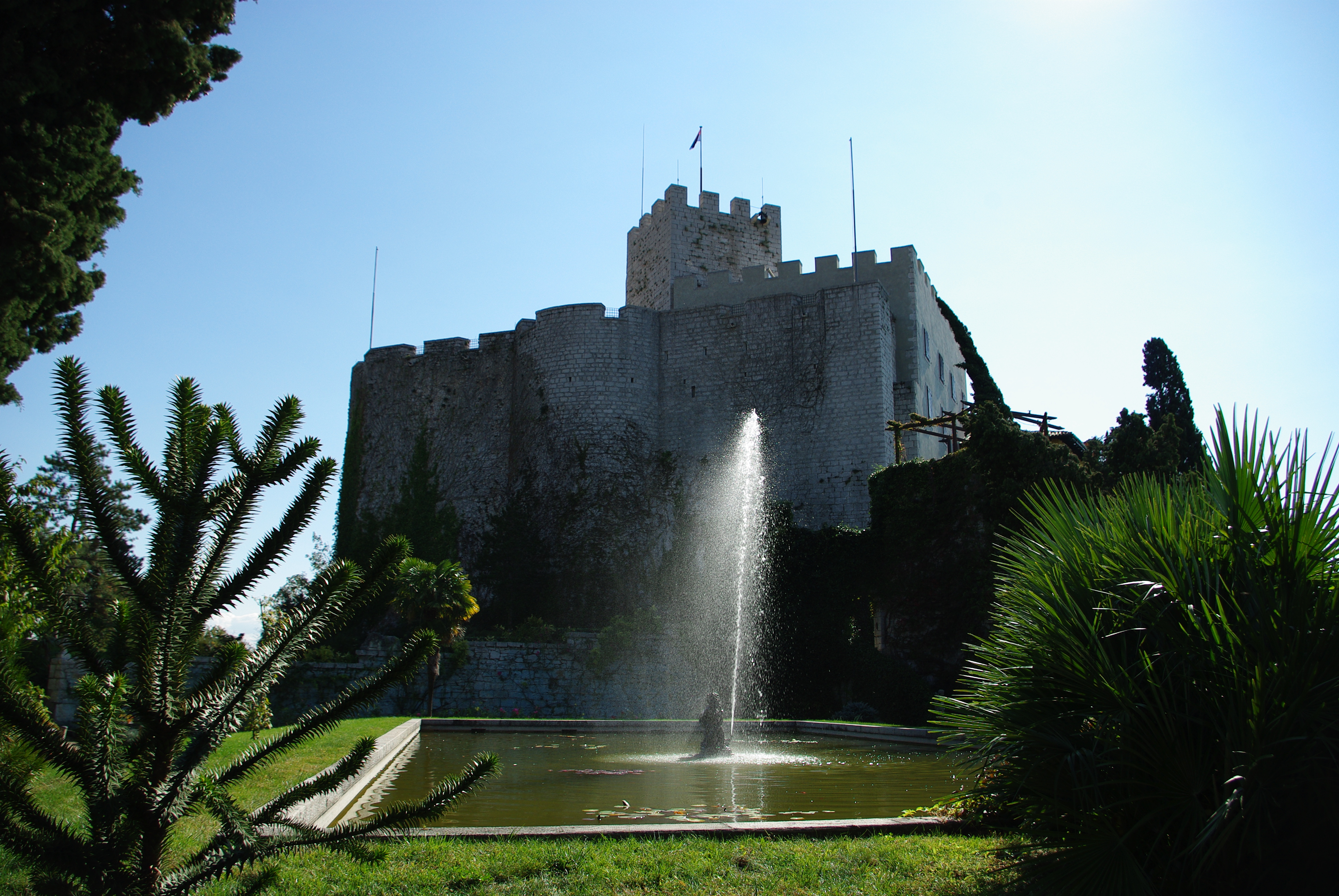
قلعة دوينو

## وصلات خارجية
- Castle of Duino (Italian, English)
- Duino Castle